# Kreis Ostholstein

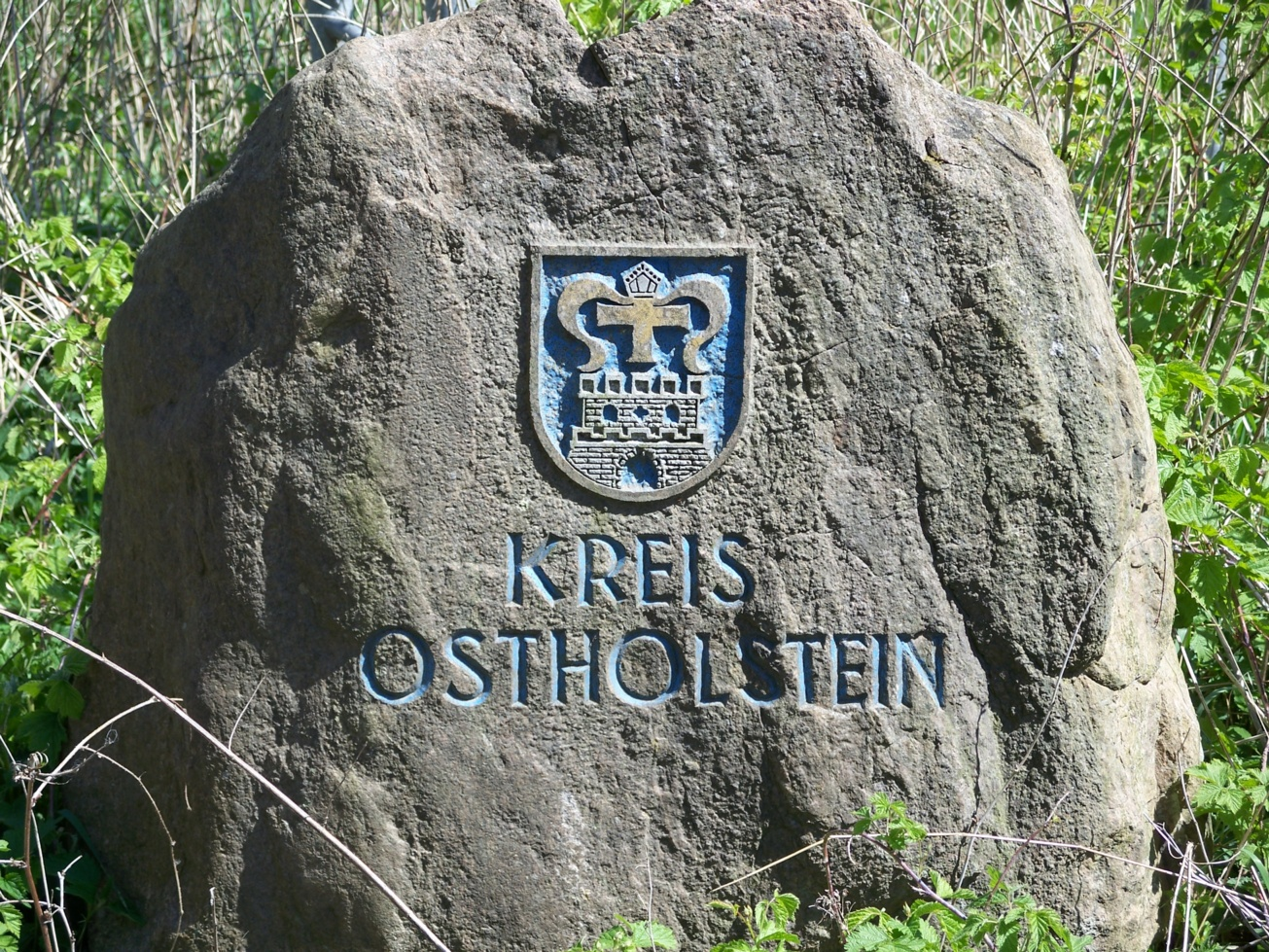
Gränssten med vapen i närheten av Bad Segeberg.

Kreis Ostholstein är ett distrikt (Landkreis) i östra delen av det tyska förbundslandet Schleswig-Holstein. Centralort är Eutin.

## Administrativ indelning
I förvaltningsrättslig mening finns i modern tid ingen skillnad mellan begreppet Stadt (stad) gentemot Gemeinde (kommun). 

### Amtsfria städer och kommuner
| - Ahrensbök - Bad Schwartau (stad) - Dahme - Eutin (stad) - Fehmarn (stad) | - Grömitz - Grube - Heiligenhafen (stad) - Kellenhusen | - Malente - Neustadt in Holstein (stad) - Oldenburg in Holstein (stad) - Ratekau | - Scharbeutz - Stockelsdorf - Süsel - Timmendorfer Strand |

- Bosau ingår i Amt Großer Plöner See med ytterligare nio kommuner från Kreis Plön

### Amt i Kreis Ostholstein
- Amt Oldenburg-Land
- Amt Lensahn
- Amt Ostholstein-Mitte